# 旗山太平寺
太平寺，也稱旗山太平寺，是台灣高雄市旗山區（舊・旗山郡旗山街）的寺院，山號「靈皷山」（現作「靈鼓山」），本尊釋迦牟尼佛。

## 歷史
台灣日治時代明治40年（1907年），淨土真宗本願寺派布教使能美顯正拜訪蕃薯寮廳長石橋亨表達設立布教所之意向。明治42年（1909年），布教使佐佐木說三開設布教所。大正元年（1912年），升格改稱「太平寺」，山號「靈皷山」，該寺仍存續至今。

## 脚注
1. ↑  飯塚俊夫、山中龍淵 『台灣開教の歩み』 日華仏教文化交流協會、1989年。

## 關連項目
- 台灣佛教
- 八宗十四派